# Opoczno (stacja kolejowa)
Opoczno – stacja kolejowa w Opocznie, w województwie łódzkim, w Polsce. Według klasyfikacji PKP ma kategorię dworca regionalnego.

## Ruch pasażerski
| Rok  | Wymiana pasażerska na dobę |
| ---- | -------------------------- |
| 2017 | 300-499                    |
| 2022 | 200-299                    |

Od 1 sierpnia 2009 roku do 9 grudnia 2012 roku ruch pasażerski był całkowicie zawieszony. Od 9 grudnia 2012 roku  uruchomiono jedynie pociągi pasażerskie w stronę Tomaszowa Mazowieckiego prowadzone przestarzałymi spalinowymi zestawami trakcyjnymi serii SN81, co skutkowało częstymi odwołaniami pociągów z powodu awarii pojazdów. Od grudnia 2013 roku uruchomiono pociągi, które jeżdżą bezpośrednio do Koluszek oraz zmieniono tabor jeżdżący na linii. Od tej chwili jeżdżą tylko SA135. Od 1 lutego 2014 roku zwiększyła się ilość połączeń z Opoczna, a także pojawiły się bezpośrednie pociągi z Łodzi Kaliskiej. W stronę Końskich i  Skarżyska-Kamiennej ruch pociągów pasażerskich został wznowiony 12 grudnia 2021 roku po 12 latach przerwy. 
Od 11 grudnia 2022 połączenia w większości obsługuje Łódzka Kolei Aglomeracyjna, z wyjątkiem jednej pary kursów do Łodzi Kaliskiej obsługiwanej przez Polregio
Ze stacji odchodzi bocznica do zakładu płytek ceramicznych "Opoczno".

## Połączenia
- Tomaszów Mazowiecki
- Łódź Kaliska – od 1 lutego 2014
- Końskie – od 12 grudnia 2021
- Skarżysko-Kamienna – od 12 grudnia 2021
- Łódź Fabryczna – od 11 grudnia 2022